# Honduras en los Juegos Paralímpicos de Río de Janeiro 2016
Honduras estuvo representado en los Juegos Paralímpicos de Río de Janeiro 2016 por dos deportistas masculinos. El equipo paralímpico hondureño no obtuvo ninguna medalla en estos Juegos.